# Ambasadorowie Wielkiej Brytanii w Rosji i ZSRR
Ambasadorowie Wielkiej Brytanii w Rosji noszą dziś tytuł Her Britannic Majesty's Ambassador to the Russian Federation. Lista obejmuje reprezentantów dyplomatycznych Wielkiej Brytanii w Carstwie Rosyjskim i Imperium Rosyjskim (do 1917), w ZSRR (1924–1991) i Federacji Rosyjskiej (od 1991)

## XVII wiek
- 1613–1634: Thomas Finch

## XVIII wiek
- 1714–1719: Friedrich Christian Weber
- 1716: George Douglas, 2. hrabia Dunbarton
- 1719–1730: brak relacji dyplomatycznych
- 1728–1731: Thomas Ward
- 1731–1739: John Campbell, 3. hrabia Breadalbane i Holland
- 1739–1742: Edward Finch (poseł nadzwyczajny)
- 1741–1744: Ciril Wich
- 1744–1749: John Carmichael, 3. hrabia Hyndford
- 1749–1755: Melchior Guy-Dickens
- 1755–1759: Charles Hanbury Williams
- 1758–1762: Robert Keith
- 1762–1764: John Hobart, 2. hrabia Buckinghamshire
- 1764–1766: George Macartney, 1. hrabia Macartney
- 1766–1767: Hans Stanley
- 1767–1768: George Macartney, 1. hrabia Macartney
- 1768–1772: Charles Cathcart, 9. Lord Cathcart
- 1772–1776: Robert Gunning
- 1776–1782: James Harris, 1. hrabia Malmesbury
- 1783–1788: Alleyne Fitzherbert, 1. baron St Helens
- 1788–1791: Charles Whitworth, 1. hrabia Whitworth
- 1790–1801: William Fawkener

## XIX wiek
- 1801–1802: Alleyne Fitzherbert, 1. baron St Helens
- 1802–1804: John Borlase Warren
- 1804–1805: lord Granville Leveson-Gower
- 1805–1806: William Schaw Cathcart, 1. hrabia Cathcart
- 1806–1807: Alexander Hamilton, 10. książę Hamilton
- 1807–1812: lord Granville Leveson-Gower
- 1812–1820: William Schaw Cathcart, 1. hrabia Cathcart
- 1820–1825: Charles Bagot
- 1825–1827: Percy Clinton Sydney Smythe, 6. wicehrabia Strangford
- 1827–1832: William à Court, 1. baron Heytesbury
- 1832–1835: Stratford Canning, 1. wicehrabia Stratford de Redcliffe
- 1835–1838: John Lambton, 1. hrabia Durham
- 1838–1841: Ulick de Burgh, 1. markiz Clanricarde
- 1841–1844: Charles Stuart, 1. baron Stuart de Rothesay

### Wysłannicy Nadzwyczajni i Pełnomocnicy
- 1844–1851: John Arthur Douglas Bloomfield, 2. baron Bloomfield
- 1851–1856: George Hamilton Seymour
- 1856–1858: John Wodehouse, 3. baron Wodehouse
- 1858–1860: John Fiennes Twisleton Crampton, 2. baronet

### Ambasadorowie
- 1860–1861: John Fiennes Twisleton Crampton, 2. baronet
- 1861–1864: Francis Napier, 10. lord Napier
- 1864–1867: Andrew Buchanan, 1. baronet Buchanan
- 1867–1871: George Henry Robert Charles Vane
- 1871–1879: Augustus Loftus
- 1879–1881: Frederick Hamilton-Temple-Blackwood, 1. hrabia Dufferin
- 1881–1884: Edward Thornton
- 1884–1894: Robert Burnett David Morier
- 1894–1895: Frank Lascelles
- 1895–1898: Nicholas Roderick O’Connor

## XX-XXI wiek

### Ambasadorowie wImperium Rosyjskim
- 1898–1904: Charles Stewart Scott
- 1904–1906: Charles Hardinge, 1. baron Hardinge of Penshurst
- 1906–1910: Arthur Nicolson, 1. baron Carnock
- 1910–1918: George Buchanan
- 1918–1924 brak stosunków dyplomatycznych 1924–1991 reprezentanci dyplomatyczni w

### Ambasadorowie wZSRR
- 1924–1927: Robert MacLeod Hodgson (Chargé d’affaires)
- 1927–1929: zerwane stosunki dyplomatyczne
- 1929–1933: Edmond Ovey
- 1933–1939: Aretas Akers-Douglas, 2. wicehrabia Chilston
- 1939–1940: William Seeds
- 1940–1942: Stafford Cripps
- 1942–1946: Archibald Clark Kerr
- 1946–1949: Maurice Peterson
- 1949–1951: David Kelly
- 1951–1953: Alvary Gascoigne
- 1953–1957: William Hayter
- 1957–1960: Patrick Reilly
- 1960–1962: Frank Roberts
- 1962–1965: Humphrey Trevelyan, baron Trevelyan
- 1965–1968: Geoffrey Harrison
- 1968–1971: Duncan Wilson
- 1971–1973: John Killick
- 1973–1976: Terence Garvey
- 1976–1978: Howard Smith (dyplomata)
- 1978–1982: Curtis Keeble
- 1982–1985: Iain Sutherland
- 1985–1988: Bryan Cartledge
- 1988–1992: Rodric Braithwaite

### Ambasadorowie wFederacji Rosyjskiej
- 1992–1995: Brian Fall
- 1995–2000: Andrew Wood
- 2000–2004: Roderic Lyne
- 2004–2008: Anthony Brenton
- 2008–2011: Anne Pringle
- 2011–2015: Tim Barrow
- 2016–2020: Laurie Bristow
- 2020–2023: Deborah Bronnert
- od 2023: Nigel Casey